# أسل أخضر
أسل أخضر (الاسم العلمي: Juncus virens) نوع نباتي يتبع جنس الأسل وينتمي إلى الفصيلة الأسلية.